# 褐黄羽蛛
褐黄羽蛛（学名：Oxyptila lutulenta）为蟹蛛科羽蛛属的动物。在中国大陆，分布于青海、甘肃等地。该物种的模式产地在青海、甘肃。